# Haplogeotrupes guatemalensis
Haplogeotrupes guatemalensis is een keversoort uit de familie mesttorren (Geotrupidae). De wetenschappelijke naam van de soort werd in 1887 gepubliceerd door Henry Walter Bates.